# 온병원그룹
온병원그룹은 1994년 개원한 정근안과병원을 모태로 설립한 의료 그룹이다.